# Йохан Фауст
Йохан Георг Фауст (на немски: Johann Georg Faust) е алхимик и астролог, с легендарна биография, според която е живял през първата половина на XVI век в Германия.
Още от епохата на Реформацията „историята на доктор Фауст“ става предмет на многобройни произведения на европейската литература, най-вече класически, най-известна от които е трагедията на Гьоте Фауст.

## Биография
Данните за живота на историческата личност са крайно оскъдни. Роден е вероятно около 1480 г. (по други източници – 1466 г.) Започва работа като учител, но е принуден да напусне, преследван от съгражданите си. Като алхимик и астролог Фауст пътува из Европа, представяйки се като велик учен и хвалейки се, че може да извърши всички чудеса, извършени от Исус Христос, както и да пресъздаде в дълбочина всички произведения на Платон и Аристотел, ако някога бъдат загубени за човечеството. През 1528 г. със заповед на магистрата на Инголщат е изгонен от града. През 1532 г. властите на Нюрнберг забраняват влизането в града на „големия содомит и некромант д-р Фауст“ (на немски: Doctor Faustus, dem großen Sodomiten und Nigromantico in furt glait ablainen).
През 1539 г. следите му се губят.
В германския град Витенберг на улица Collegienstrasse има табелка, според която Фауст е живял през 1480 – 1540 г., от които във Витенберг – през 1525 – 1532 г. Съществува ужасна легенда за смъртта му, според която след разразила се страшна нощна буря през 1540 г. тялото на д-р Йохан Фауст било намерено обезобразено. Сред гражданството се понесъл слух, че навремето доктор Фауст бил сключил 24-годишен договор с Мефистофел, след изтичането на който дяволът бил дошъл да го убие, взимайки душата му и обричайки я на вечно проклятие.

## Литературен прототип
Историята на д-р Фауст е любим литературен сюжет още от времето на смъртта на магьосника. С настъплението на контрареформацията историята за проклетия доктор, продал душата си на дявола, се разпространява из всички краища на Европа.Първата народна книга за д-р Фауст била отпечатана през 1587 г. от книжаря-издател Й.Шпийс във Франкфурт на Майн. В Англия я подема Кристофър Марлоу, във Франция – Пиер Кайе, в Германия – Гьоте с „Фауст“, а в Русия – Пушкин.
През 20 век, непосредствено след края на Втората световна война, излиза романът на Томас Ман „Доктор Фаустус“.